# Lu Jinqing
Dans ce nom, le nom de famille, Lu, précède le nom personnel.
Lu Jinqing, (en chinois : 呂錦清), né le 5 décembre 1962, à Canton en Chine, est un ancien joueur chinois de basket-ball.